# دن تورنبول (تنیس‌باز)
 دن تورنبول (انگلیسی: Don Turnbull؛ زاده ۲۸ مهٔ ۱۹۰۹ درگذشته ۳۰ ژانویهٔ ۱۹۹۴) یک تنیس‌باز اهل استرالیا بود.